# GSSP
GSSP (от англ. Global Boundary Stratotype Section and Point) е международно договорена отправна точка на стратиграфски участък, който определя долната граница на етаж на геоложката времева скала. Усилия, за да се определи GSSP се водят от Международната комисия по стратиграфия, част от Международния съюз за геоложки науки. Повечето, но не всички, GSSP се основават на палеонтоложки промени. Следователно GSSP обикновено са описани в условията на прехода между различни фаунистични етажи, макар и далеч повече фаунистични етажи отколкото GSSP да са описани. Усилията за определяне на GSSP, започват през 1977 година. През 2012 г., 64 от 101 етажи, които се нуждаят от GSSP са официално определени.

## Конвенции
Геоложкото разчленение трябва да изпълнява набор от критерии, които да бъдат адаптирани като GSSP от Международната комисия по стратиграфия. В списъка по-долу са обобщени критериите:
- GSSP трябва да определя долната граница на геоложката възраст.
- Долната граница трябва да бъде определена от първичен маркер (обикновено първата поява на еталона от изкопаеми видове).
  - Трябва да има и вторични маркери (други вкаменелости, химически, обръщане на геомагнитното поле).
  - Хоризонт, в който се появява маркера трябва да има минерали, които могат да бъдат от датирани радиоактивно.
  - Маркерът трябва да има регионална и глобална корелация в разкритията на същата възраст.
  - Маркер трябва да бъде независим от фациеса.
- Разкритието трябва да има адекватна дебелина.
- Седиментацията трябва да бъде непрекъснато, без никакви промени във фациеса.
- Разкритието не трябва да бъдат засегнати от тектонски и седиментни движения, и метаморфизъм.
- Разкритието трябва да бъде достъпно за изследвания.
  - Това включва, че разкритието трябва да се намира там, където може да бъде посетено бързо (международното летище и на добри пътища), трябва да се съхранява в добро състояние (в идеалния случай национален резерват), на достъпен терен, достатъчно голямо, за да позволи многократно вземане на проби и отворено за изследователи от всички националности.